# Приглашение в Карачаевск
«Приглашение в Карачаевск» или «Горянка» (неофициальное название) — скульптура в Карачаевске, визитная карточка города, изображена также на его гербе.

## История
«Горянка» была изготовлена в 1965 году скульптором Хамзатом Крымшамхаловым. Официально монумент носил название «Приглашение в Карачаевск», но местные жители прозвали её «Горянка».
Скульптура была сделана из гипса, и с годами начала разрушаться. После ряда реставраций, было принято решение воссоздать «Горянки» из более прочного материала.
Новая статуя из алюминиевого материала была установлена летом 2014 года. Копию «Горянки» изготовил местный скульптор Хасан Джуртубаев.

## Описание
Девушка-горянка в национальном костюме протягивает чашу айрана, что напоминает о древнем обычае карачаевцев и балкарцев угощать айраном гостя или путника, проходящего мимо дома.

1966 г.
1981 г.
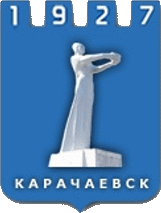
Герб Карачаевска
старый Карачаевск
Замена статуи